# الطرفاء، استان الجموم
الطرفاء (به عربی: الطرفاء) یک منطقهٔ مسکونی در عربستان سعودی است که در استان مکه واقع شده‌است.